# Carla Laemmle
Pour les articles homonymes, voir Laemmle.
Carla Laemmle, née Rebecca Isabelle Laemmle le 20 octobre 1909 à Chicago et morte le 12 juin 2014 à Los Angeles, est une actrice américaine qui interpréta des petits rôles dans des films américains des années 1920 et 1930. Elle a de nouveau tourné en 2001, 2010 et jusqu'à sa mort. Carla Laemmle est la nièce de Carl Laemmle, le fondateur d'Universal Studios.

## Biographie
Carla Laemmle est une des actrices qui aura eu la carrière cinématographique la plus longue du monde, s'étendant sur 89 années, de 1925 à 2014, battue par Baby Peggy (née le 29 octobre 1918 et morte le 24 février 2020) dont la carrière s'étend sur 92 années de 1921 à 2013.

## Filmographie
- 1925 : Le Fantôme de l'Opéra (The Phantom of the Opera), de Rupert Julian
- 1927 : La Case de l'oncle Tom (Uncle Tom's Cabin), de Harry A. Pollard
- 1927 : Topsy and Eva, de Del Lord
- 1928 : Dick, Oscar et Cléopâtre (en) (The Gate Crasher), de William James Craft
- 1929 : Hollywood chante et danse (The Hollywood Revue of 1929), de Charles Reisner
- 1929 : Broadway Melody, de Harry Beaumont
- 1930 : La Féerie du jazz (King of jazz), de John Murray Anderson
- 1931 : Dracula, de Tod Browning
- 1935 : Mystery of Edwin Drood, de Stuart Walker
- 1936 : The Adventures of Frank Merriwell, de Clifford Smith
- 1939 : Sur les Pointes (On Your Toes), de Ray Enright
- 2001 : The Vampire Hunters Club, de Donald F. Glut
- 2010 : Pooltime, de Mike Donahue
- 2013 : A Sad State of Affairs, de Matthew A. Lanoue
- 2014 : Mansion of Blood, de Mike Donohue (sortie après sa mort en 2015)
- 2014 : The Extra, de Mike Donohue (sortie après sa mort en 2017)